# Diatrizoato di sodio
Il diatrizoato di sodio, in dosaggio di 50-70 ml circa e in diluizione al 3 per cento, viene somministrato per via orale per effettuare la marcatura fecale (fecal tagging) prima di un esame colon-TC.